# Aleksej Chvostov

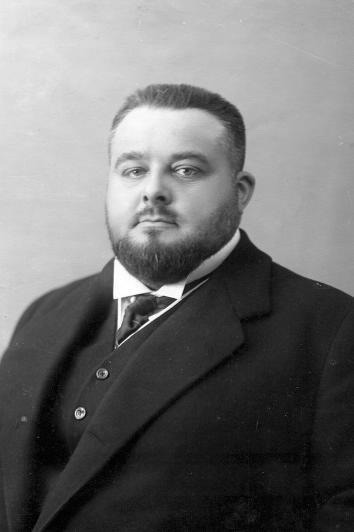
Aleksej Chvostov in 1913

Aleksej Nikolajevitsj Chvostov (Russisch: Алексей Николаевич Хвостов) (13 juli 1872 - Moskou, 5 september 1918) was een Russisch staatsman.

## Biografie
Aleksej Chvostov stamde uit een adellijke familie van grootgrondbezitters. Hij studeerde in 1893 af aan het prestigieuze Keizer Alexander Lyceum en begon aan een ambtelijke loopbaan. In 1898 trouwde hij met de dochter van senator Alexander Popov (1835-1914). Van maart tot oktober 1904 was hij vicegouverneur van Minsk en van oktober 1904 tot juni 1906 vicegouverneur van Tula.
Aleksej Chvostov werd op 2 juni 1906 vicegouverneur van de provincie Nizjni Novgorod. Van 1910 tot 1912 was hij gouverneur van deze provincie. Hij gaf in 1912 zijn gouverneurschap op toen hij in de vierde Staatsdoema werd gekozen. Hij trad in de Doema op als voorzitter van de centrumrechtse parlementaire groep. Hij was een tegenstander van hervormingen en tevens lid van de antisemitische Ruskoye sobraniye of Russische Raad.
Aleksej Chvostov werd op 26 september 1915 benoemd tot minister van Binnenlandse Zaken als opvolger van de liberaalgezinde Aleksej Sjtsjerbatov. Hij bleef minister tot 3 maart 1916.
Na de Februarirevolutie (1917) werd hij op last van de Voorlopige Regering gearresteerd en vastgezet in het Peter en Paul Fort in Sint-Petersburg. Hij werd gehoord over zijn aandeel in de vroegere regering en veroordeeld voor het onrechtmatig uitgeven van staatsgelden. Na de Oktoberrevolutie werd hij door de bolsjewieken overgebracht naar Moskou.
Aleksej Chvostov werd op 5 september 1918 tezamen met enkele geestelijken en rechtse politici gefusilleerd. Hij werd 45 jaar.

## Trivia
- Graaf Alexander Chvostov (1857-1922) was zijn neef. Hij was tussen 1915 en 1916 minister van Binnenlandse Zaken[2].

## Verwijzing
1. ↑  Raspoetin en de val van het tsarenrijk, door: G.W. van der Meiden, 1991, blz. 46
2. ↑  Raspoetin en de val van het tsarenrijk, door: G.W. van der Meiden, 1991, blz. 34-35